# Sarah Ainsworth
Sarah Catherine Ainsworth (* 6. Juli 1985 in Chelmsford) ist eine ehemalige britische Freestyle-Skierin, die auf die Disziplin Aerials (Springen) spezialisiert war.

## Werdegang
Ainsworth nahm im März 2008 in Davos erstmals am Freestyle-Skiing-Weltcup teil, wobei sie den 12. Platz errang und damit ihre beste Platzierung im Weltcup erreichte. Bei den Weltmeisterschaften 2009 in Inawashiro und bei den Olympischen Winterspielen 2010 in Vancouver sprang sie jeweils auf den 22. Platz. In der Saison 2010/11 erreichte sie mit dem 19. Platz im Aerials-Weltcup ihr bestes Gesamtergebnis und absolvierte in Minsk ihren 15. und damit letzten Weltcup, welchen sie auf dem 14. Platz beendete. Beim Saisonhöhepunkt, den Weltmeisterschaften 2011 in Deer Valley, belegte sie den 13. Platz.

## Erfolge

### Olympische Spiele
- 2010 Vancouver: 22. Platz Aerials

### Weltmeisterschaften
- 2009 Inawashiro: 22. Platz Aerials
- 2011 Deer Valley: 13. Platz Aerials

### Weltcupwertungen
| Saison  | Gesamt | Gesamt | Aerials | Aerials |
| Saison  | Platz  | Punkte | Platz   | Punkte  |
| ------- | ------ | ------ | ------- | ------- |
| 2007/08 | 118.   | 2      | 27.     | 22      |
| 2008/09 | 97.    | 6      | 28.     | 45      |
| 2009/10 | 62.    | 11     | 23.     | 67      |
| 2010/11 | 81.    | 7      | 19.     | 46      |